# Challenger de Rimouski 2010
El torneo Men's Rimouski Challenger 2010 fue un torneo profesional de tenis. Perteneció al ATP Challenger Series 2010. Se disputó su 4ª edición sobre superficie dura, en Rimouski, Canadá entre el 22 y el 28 de marzo de 2010.

## Jugadores participantes del cuadro de individuales

### Cabezas de serie
| País                      | Jugador           | Rank1 | Favorito |
| ------------------------- | ----------------- | ----- | -------- |
| Bandera de Polonia        | Michał Przysiężny | 137   | 1        |
| Bandera de Alemania       | Dieter Kindlmann  | 174   | 2        |
| Bandera de Estados Unidos | Alex Kuznetsov    | 184   | 3        |
| Bandera de Suiza          | Michael Lammer    | 191   | 4        |
| Bandera de Estados Unidos | Brendan Evans     | 198   | 5        |
| Bandera de Corea del Sur  | Im Kyu-tae        | 202   | 6        |
| Bandera de Francia        | Vincent Millot    | 208   | 7        |
| Bandera de Estados Unidos | Lester Cook       | 215   | 8        |

- 1 Corresponde al ranking del día 7 de marzo de 2012.

### Otros participantes
Los siguientes jugadores recibieron una invitación (wild card), por lo tanto ingresan directamente al cuadro principal:
- Philip Bester
- Erik Chvojka
- Milos Raonic
- Zachary White

Los siguientes jugadores ingresan al cuadro principal tras disputar el cuadro clasificatorio:
- Kaden Hensel
- Brydan Klein
- Juho Paukku
- Amir Weintraub

## Campeones

### Individual Masculino
Challenger de Rimouski 2010 (individual masculino)
- Rik de Voest derrotó en la final a  Tim Smyczek, 6–0, 7–5

### Dobles
Challenger de Rimouski 2010 (dobles masculino)
- Kaden Hensel /  Adam Hubble derrotaron en la final a  Scott Lipsky /  David Martin, 7–6(5), 3–6, [11–9]